# San Blas (Nayarit)
San Blas ist ein Fischerdorf mit etwa 10.000 Einwohnern an der Pazifikküste von Mexiko und Hauptort der gleichnamigen Gemeinde. Es befindet sich zwischen Puerto Vallarta und Mazatlán im Bundesstaat Nayarit im Nordwesten des Landes.

## Geografie
Die Ortschaft befindet sich an der Pazifikküste Mexikos. An einer Flussmündung gelegen bot sich ein windgeschützter Naturhafen. Umgeben ist die Ortschaft von Mangrovenwäldern, 16 Kilometer entfernt von der Mündung des Río Grande de Santiago. Die zur Gemeinde San Blas gehörenden Marias-Inseln sind etwa 120 Kilometer vorgelagert. Die Landeshauptstadt Tepic ist 60 Kilometer entfernt.

### Stadtgliederung
Die Ortschaft ist in zwanzig Stadtviertel aufgeteilt.

## Geschichte
Die Besiedelung ist seit 1531 nachgewiesen. 1768 kam Junípero Serra in den Ort, wo er zu seiner Fahrt nach Kalifornien aufbrach. Das offizielle Gründungsdatum ist auf die Ankunft Don Manuel Rivera mit 116 Familien zur Besiedlung der Gegend festgesetzt. Im Mai desselben Jahres wurde San Blas zur spanischen Marinebasis erklärt. Sie wurde für viele spanischer Entdecker Ausgangspunkt für die Erforschung des Pazifischen Nordwestens. Entdecker wie Juan José Pérez Hernández, Juan Francisco de la Bodega y Quadra, Jacinto Caamaño oder José María Narváez begannen hier ihre Reisen. Weiterhin wurde der Hafen auch zur Versorgung und Kommunikation mit den Missionen in Kalifornien und darüber hinaus genutzt. Seit dieser Zeit besaß der Hafen jedoch auch eine wichtige Bedeutung für den Fernhandel und den Schiffbau trotz seiner geringen Größe.
Spätestens ab 1830 stellten die USA einen Konsul zur Verwaltung amerikanischer Angelegenheiten nach San Blas ab, der später für die gesamte Pazifikküste Zuständigkeit erlangte.

## Wirtschaft und Infrastruktur
Wegen seiner ruhigen Atmosphäre abseits der Touristenzentren hat sich San Blas noch den Ruf eines Geheimtipps erhalten. Windsurfen und Schwimmen gehören zu den meist genutzten Aktivitäten. Auch werden Bootsfahrten durch das unter Naturschutz stehende Sumpfland angeboten. Wichtige Einnahmequellen sind jedoch weiterhin die Fischerei und die Landwirtschaft. Angebaut werden vor allem Grüne Bohnen, Hirse und Tabak. Daneben ist die Rinderzucht ein großer Wirtschaftsfaktor für den Ort. Die Einwohnerentwicklung ist seit vielen Jahren rückläufig.

### Verkehr
San Blas liegt an der mexikanischen Küstenstraße, über die Tepic und die anliegenden Gemeinden per Bus oder Individualverkehr zu erreichen sind. Den Flachwasserhafen können kleinere Segelschiffe und Sportboote anlaufen. Im Ortskern ist eine 750 m lange Piste für Leichtflugzeuge vorhanden.